# Сидър Рапидс (Айова)
Сидър Рапидс (на английски: Cedar Rapids) е град в Айова, Съединени американски щати, административен център на окръг Лин. Разположен е на двата бряга на река Сидър. С население 132 228 души (по приблизителна оценка за 2017 г.), това е вторият по големина град в щата след Де Мойн.

## Известни личности
Родени в Сидър Рапидс
- Майкъл Емерсън (р. 1954), актьор
- Ащън Къчър (р. 1978), актьор
- Илайджа Ууд (р. 1981), актьор